# Mitterdorf an der Raab
Mitterdorf an der Raab är en ort och kommun i distriktet Weiz i förbundslandet Steiermark i Österrike.
Kommunen består av sju orter (Ortschaften) (inom parentes invånarantal 1 januari 2024):
- Dörfl an der Raab (361)
- Hohenkogl (327)
- Mitterdorf an der Raab (208)
- Oberdorf (169)
- Obergreith (183)
- Pichl an der Raab (438)
- Untergreith (451)